# Перпера
Перпера (грц. ὑπέρπυρον) е златна монета във Византия (XI-XIV век) и средновековна България през XIII-XIV век Българите я наричали още „златица“. Това название се е използвало и в Сърбия през ХV век.
Въведена е от Алексий I Комнин (1081 – 1118 г.) през 1092 г. като златна монета с най-висока стойност. Византийският император провежда важна парична реформа, чиято цел е да укрепи златната единица на държавата. Отнякъде е намерено огромно за времето количество злато и започва да се отсича монета със скифатена форма, тегло 4,4 – 4,5 грама и чистота 20,5 карата. Тя получава и ново име – „иперпирон“ или по-популярното в нашите земи българизирано название – перпера. Множественото число на думата в среден род „иперпира“ е възприето на български като единствено число на женски род – „и перпира“, трансформирано в „(една) перпера“. Перпери се секат до средата на XIV век, като през XIII-XIV век намалява твърде много златното им съдържание 16 – 11 карата.
Първа българска златна монета, сечена по времето на Иван Асен II (1218 – 1241), е златна перпера, сечена е вероятно в чест на победата над Теодор Комнин в битката при Клокотница 1230 г. е намерен само един екземпляр от нея.
Терминът перпера се използва по време на Второто българско царство за означаване на сметководна парична единица.